# Robert Kennedy (jugador d'hoquei)
Robert Lindsay Kennedy (Edenderry, Lisburn, 31 de juliol de 1880 – Winnipeg, Manitoba, Canadà, 22 d'abril de 1963) va ser un jugador d'hoquei sobre herba irlandès que va competir a principis del segle xx.
El 1908 va prendre part en els Jocs Olímpics de Londres, on va guanyar la medalla de plata en la competició d'hoquei sobre herbal, com a membre de l'equip irlandès.